# Jelovec, Maribor
Jelovec je naselje v Mestni občini Maribor.